# Siegfried Anthes

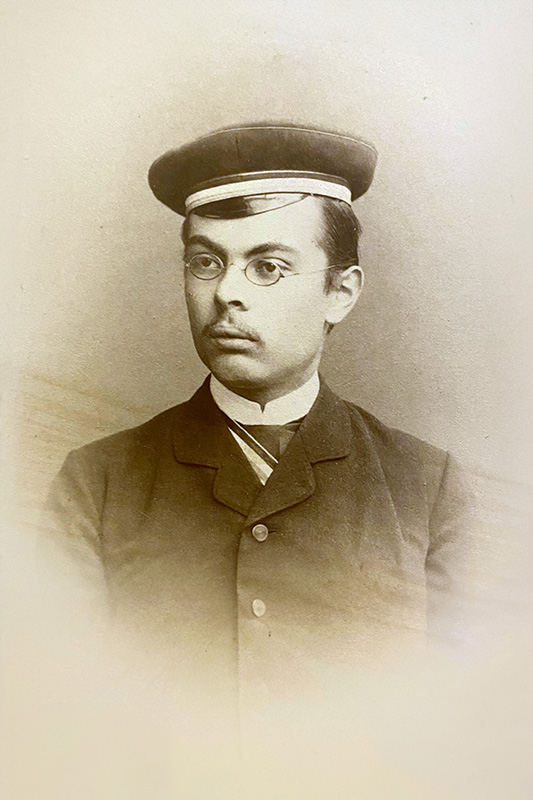
Siegfried Anthes als Leipziger Wingolfit

Siegfried Anthes (* 17. September 1861 in Vielbrunn im Odenwaldkreis; † 31. März 1925 in Reichelsheim im Odenwald) war ein deutscher evangelisch-lutherischer Theologe und Superintendent.

## Leben

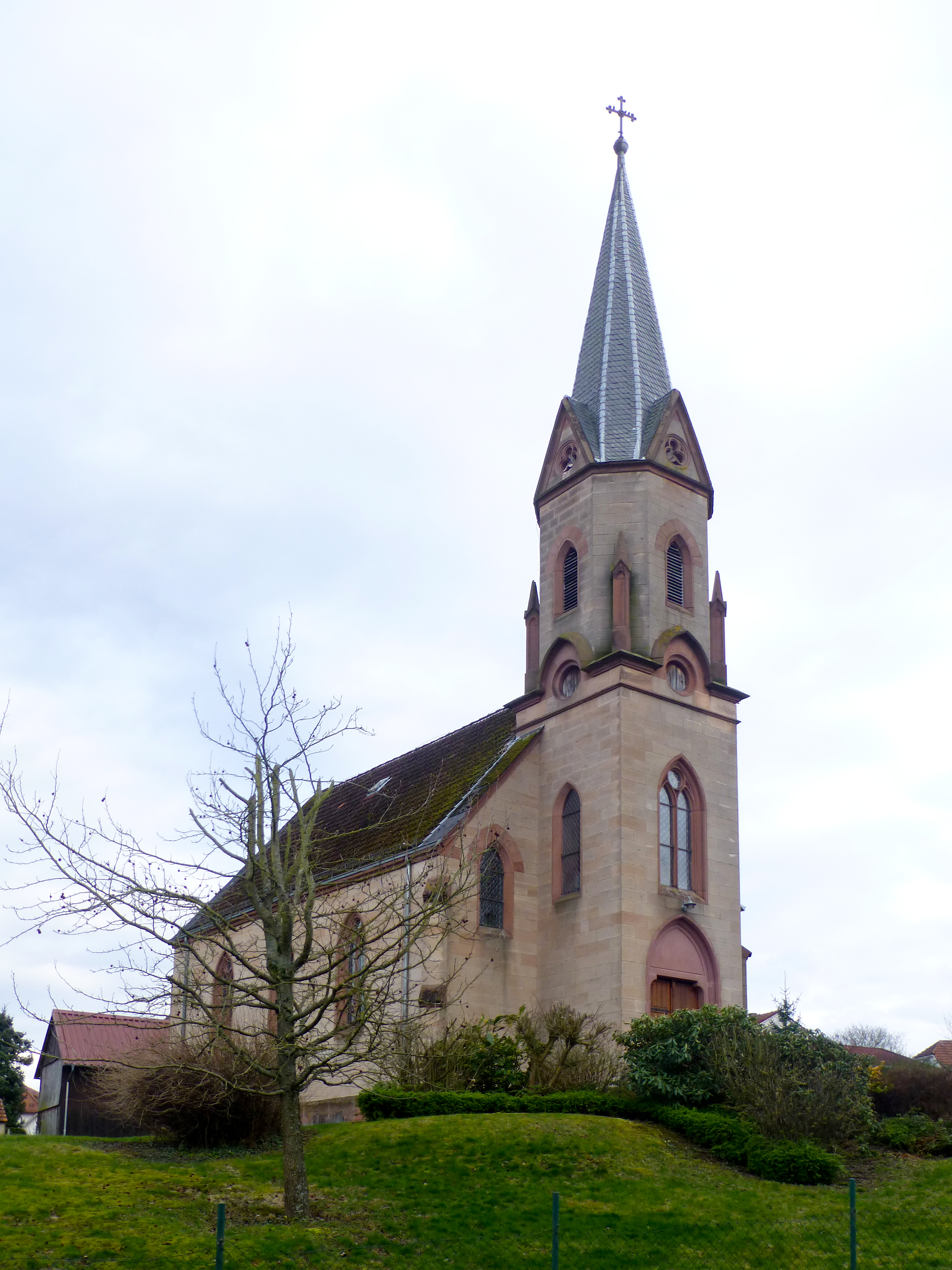
Christuskirche in Reichelsheim

Siegfried Anthes wurde als Sohn des Reichelsheimer Pfarrers Georg Anthes (1821–1901) und dessen Ehefrau Wilhelmine Camerer (1829–1907) geboren und absolvierte ein Studium der Theologie an der Universität Leipzig und der Friedrich-Alexander-Universität Erlangen-Nürnberg. Während des Studiums wurde er Mitglied des Leipziger und Erlanger Wingolf, später auch des Heidelberger Wingolf. 
Von 1884 bis 1885 leistete er Militärdienst und kam im Frühjahr 1887 als Diakon in die Diakonissen-Anstalt Neuendettelsau.
Nach dreijähriger Tätigkeit wechselte er zum 1. August 1890 als Pfarrer in die evangelisch-lutherische Gemeinde Reichelsheim in der Selbständigen Evangelisch-Lutherischen Kirche in Hessen.
Damit verbunden war das Amt des Lehrers an der Lehranstalt („Erziehungsanstalt“) auf Schloss Reichenberg. Diese hatte sein Vater 1875 gegründet. 1904 wurde Siegfried Leiter dieser Einrichtung, die als „Deutsche Familien-Schule Schloss Reichenberg“ Ausbildungsort von Söhnen reicher Familien aus ganz Europa war.
1914 wurde er Superintendent in Reichelsheim.
Anthes war verheiratet mit der Thüringerin Maria Christiane Herzog (1860–1901). Deren gemeinsame Tochter Hildegard Erika (1891–1976) wurde Konzertsängerin und Gesangslehrerin in Frankfurt am Main und heiratete 1928 den Hamburger Rezitator Hans Brömme in Frankfurt. Söhne, Volkmar Brömme (1932 Hamburg – 2015 Heppenheim), Hartmut Brömme (1929–2004), Volkmar Brömme verheiratet mit Anna Maria (geb. Schork) Kinder, Wilfried, Peggy, Thomas, Renate, Matthias, Stephan.